# كريستيان بيتشوليني
وُلد كريستيان ماركو بيتشوليني في 3 نوفمبر 1973، وهو موسيقار ومؤلف أمريكي وهو مؤسس مشارك لمؤسسة غير ربحية داعمة للسلام تُسمى الحياة بعد الكراهية. كتب كريستيان مذكرات بعنوان العنف الرومانسي: مذكرات سكينهيد أمريكي، والتي تصف فترته كقائد لحركة سيادة البيض الأمريكية بالتفاصيل. نُشرت نسخة محدثة من القصة في كتاب ورقي الظهر في 2017 تحت عنوان الشباب الأمريكي الأبيض: نزولي إلى أكثر حركات الكراهية الأمريكية عنفا، وكيف خرجت منها.

## النشأة
وُلد بيتشوليني وترعرع في بلو أيلاند، إلينوي كابن لمهاجرين إيطاليين. امتلك والده صالون حلاقة كما امتلكت والدته مطعما. في سنة 1987 وفي عمر الرابعة عشر، رُشح بيتشوليني للانضمام إلى منطقة شيكاغو لحليقي الرأس بواسطة مؤسس المجموعة كلارك مارتل. بعد سنتين وبعد أن ذهب مارتل إلى السجن للمرة الثانية، أصبح بيتشوليني قائد المجموعة في عمر السادسة عشر. مهد بيتشوليني إلى المزج بين مجموعة منطقة شيكاغو للسكينهيد وبين مجموعة المطارق Hammerskins وهي مجموعة سكينهيد أكثر عنفا وأفضل تنظيما والداعمة لسيادة البيض.
انطلق بيتشوليني ليقود جماعة سيادة البيض، وجماعة الشباب الأمريكي الأبيض، وفي النهاية فرقة روك كارهة تُسمى فاينل سولوشن Final Solution. كانت فرقة فاينل سولوشن هي أول جماعة سكينهيد أمريكية تدعم قوة البيض تؤدي في أوروبا. عُقدت الحفلة في كاتدرائية سابقة في فايمار، ألمانيا وحضرها 4000 شخص وتكونت من عدة فرق أخرى تدعم سيادة البيض. في 1994، افتتح بيتشوليني محل تسجيلات سماه تسجيلات الفوضى حيث باع موسيقى سيادة البيض. أعلن بيتشوليني رسميا العلاقات مع حركة النازيين الجدد الأمريكية في 1996 في عمر الثانية والعشرين.
التحق بيتشوليني بجامعة دي بول لاحقا في حياته وتحصل على درجة في الأعمال دولية والعلاقات الدولية.

## الحياة المهنية
أسس بيتشوليني فرقة بانك غير عنصرية أخرى أسماها راندوم 55 بعد تركه لحركة سيادة البيض. تجولت الفرقة مع جون جيت في منتصف التسعينات. في 1999، بدأ بيتشوليني العمل في شركة آي بي إم. في النهاية ترك بيتشوليني آي بي إم ليبدأ شركة التسجيلات الخاصة به والتي أسماها سينيستر موز، والتي كانت جزءا من شركة ترفيه أكبر هي غودميل جروب. رأس بيتشوليني فلاتفوت 56 وهي فرقة بانك كلتية من شيكاغو وذا بريغز وهي فرقة بانك في لوس أنجلوس.
بعد التخرج من جامعة دي بول، قضى بيتشوليني وقته في كتابة ذكرياته الخاصة بخصوص تجربته كشاب كان مرتبطا بمشهد سكينهيد لسيادة البيض المبكر. في 2010، شارك في تأسيس الحياة بعد الكراهية، وهي مجموعة استشارية مناهضة للتطرف وداعمة للسلام مع النازي الجديد السابق أرنو مايكلز. في نفس السنة، أصبح بيتشوليني المنتج التنفيذي والمدير العام لبرنامج JBTV، وهو برنامج تلفاز موسيقي وشبكة أخبار ترفيهية في شيكاغو. كان بيتشوليني مسؤول عن تغيير الصيغة الأساسية للبرنامج، وضمان التوزيع المحلي مع إن بي سي، والفوز بعدة ترشيحات إيمي محلية. بقي بيتشوليني في البرنامج حتى 2012.
في 2011، تحدث بيتشوليني في القمة ضد العنف المتطرف في دبلن، أيرلندا والتي قدمتها جوجل آيدياز ومهرجان تريبيكا السينمائي. في 2011 أيضا، عمل بيتشوليني كمنتج تنفيذي ومخرج فلم لشرائط ذا سماشينغ بامبكنز في إعادة إصدارها لكل من جيش وسياميز دريم. عمل بيتشوليني سابقا كمنتج لفيديو كليب ذا فرانتك في «أوديو آند ميردر» وفي فيديو كليب ديد تاون ريفايفل في «ذا رين».
أصدر بيتشوليني العنف الرومانسي: مذكرات سكينهيد أمريكي في أبريل 2015. على مدار حياته المهنية، ساهم بيتشوليني في العديد من برامج الإذاعة الوطنية كخبير في الموضوع، ومعلقا على قضايا مرتبطة بأقصى اليمين، وتطرف سيادة البيض. ظهر بيتشوليني على أخبار سي بي إس المسائية مع سكون بيلي وعلى أنديرسون كوبر 360 على سي إن إن حيث ناقش إطلاق النار في كنيسة تشارلستون. ظهر بيتشوليني أيضا على شيكاغو الليلة على WTTW، وعلى مناوبة بعد الظهر على WBEZ، وعلى ميدبوينت مع إيد بيرلينر على نيوزماكس تي في، وعلى قناة الجزيرة، وراديو WGN، وبرنامج آدم كارولا. ظهر بيتشوليني أيضا على على برامج على الإنترنت مثل فايس وذا بليز.
ترك بيتشوليني منظمة الحياة بعد الكراهية في أغسطس 2017، بنية اكتشاف المجموعات العالمية التي تشجع المتطرفين العنيفين على ترك حياة الكراهية والبحث عن حياة أفضل. نُشرت نسخة محدثة من قصة حياته في 26 ديسمبر 2017 تحت عنوان الشباب الأمريكي الأبيض: نزولي إلى أكثر حركات الكراهية الأمريكية عنفا، وكيف خرجت منها. أصدرت دار نشر هاتشيت بوكس الكتاب في ظهر ورقي وكتاب إلكتروني وكتاب صوتي.

## الجوائز والتقدير
في دوره كمنتج تنفيذي لقناة JBTV، ساعد بيتشوليني البرنامج على الفوز بخمسة ترشيحات إيمي محلية (ثلاثة في 2010 واثنين في 2011). فاز البرنامج بجائزة إيمي في 2010 على المؤثرات البصرية.
في 2016، فاز بيتشوليني بجائزة إيمي محلية لدوره كمنتج تنفيذي ومخرج للحملة المناهضة للكراهية «هناك حياة بعد الكراهية» في ExitUSA.

## روابط خارجية
- كريستيان بيتشوليني على موقع IMDb (الإنجليزية)